# Hans Oster
Hans Paul Oster (Dresda, 9 agosto 1887 – Flossenbürg, 9 aprile 1945) è stato un generale tedesco.
Maggior generale dell'Esercito tedesco, fu una figura di spicco dell'opposizione al regime nazista di Adolf Hitler. Riuscì ad operare fino al 1944, quando fu arrestato in seguito al fallito attentato del 20 luglio.

## Biografia
Faceva parte dal 1935 del servizio d'intelligence militare, l'Abwehr.
Ufficiale della Wehrmacht, già nel 1937 aveva progettato di rovesciare Hitler, con il Conte Hans-Jürgen von Blumenthal e altri ufficiali che dovevano marciare all'interno della Cancelleria del Reich e arrestarlo (la cosiddetta Cospirazione Oster). Il piano venne però cancellato quando il Primo Ministro del Regno Unito Neville Chamberlain decise di adottare una politica di appeasement nei confronti della Germania nazista.
Nel 1938, promosso colonnello, diviene capo del dipartimento centrale organizzazione e personale dell'Abwher.
Dopo lo scoppio della seconda guerra mondiale, Oster informò il governo olandese della data esatta della prevista invasione dei Paesi Bassi. Nel 1942 è promosso Generalmajor (generale di divisione). Nel 1943 però, le accuse sempre più pesanti di aver aiutato gli ebrei, portarono alle sue dimissioni. Nel 1944, venne arrestato dalla Gestapo il giorno dopo il fallito attentato del 20 luglio. Dopo un processo farsa, l'8 agosto 1944 fu condannato a morte assieme a Dietrich Bonhoeffer e Wilhelm Canaris. Il 9 aprile 1945 fu impiccato nel campo di concentramento di Flossenbürg. Per ulteriore umiliazione Oster fu impiccato nudo. Il campo di concentramento fu liberato pochi giorni dopo dagli Alleati.
Di famiglia evangelica, di lui è stato scritto che avesse una concezione chiara dell'etica, specialmente religiosa.